# Port San Carlos
Port San Carlos (Puerto San Carlos) est un village situé à l'extrémité nord-ouest de l'île Malouine orientale (en anglais : East Falkland, en espagnol : Soledad), dans l'archipel des îles Malouines.
Le village est établi sur la rive nord de la baie homonyme, dans le détroit des Malouines, à l'embouchure du Río San Carlos (es).